# Rui Baltazar dos Santos Alves
Rui Baltazar dos Santos Alves (geboren am 24. September 1933 in Lourenço Marques, Portugiesisch-Ostafrika; gestorben am 13. Juli 2024 in Maputo) war ein mosambikanischer Politiker und Jurist. Alves übte zahlreiche verschiedene Ämter und Funktionen im mosambikanischen Staat aus. Unter anderem war er langjähriger Finanzminister unter Samora Machel (von 1978 bis 1986) und Vorsitzender des Verfassungsrates (von 2003 bis 2009).

## Leben
Rui Baltazar dos Santos Alves wurde 1933 in Lourenço Marques, der Hauptstadt der portugiesischen Kolonie Mosambik geboren. Nach seiner Schulausbildung zog in die Metropole, um dort an der Universität Coimbra bis 1956 Jura zu studieren. Er schloss dem einen Ergänzungskurs in Wirtschaft/Politik an (bis 1956). Nach seinem Studium kehrte Alves zurück in seine Heimatstadt und arbeitete bis zur Unabhängigkeit Mosambiks als Justiziar in der Stadtverwaltung von Lourenço Marques.
Im Zuge der Nelkenrevolution und der damit anstehenden Unabhängigkeit Mosambiks einigten sich die FRELIMO und die portugiesische Übergangsregierung auf eine von Portugiesen und Mosambikanern besetzte Übergangsregierung. Die FRELIMO berief Alves als Justizminister der Übergangsregierung – das Ressort leitete er auch in der anschließenden ersten ordentlichen Regierung bis 1978. 1978 wechselte Alves ins Finanzministerium, das er bis 1986 leitete.
Im Zuge der Neuordnung der mosambikanischen Regierung nach dem Tode Samora Machels, wechselte Alves zur Eduardo-Mondlane-Universität. Er leitete die wichtigste Universität Mosambiks von 1986 bis 1990. Von 1990 bis 1994 dozierte er Recht an der Universität.
Staatspräsident Joaquim Chissano ernannte Alves 1994 zum mosambikanischen Botschafter in Schweden, nachdem sein Vorgänger Alberto Massavanhane unerwartet verstorben worden war. Alves übte den diplomatischen Dienst bis 2001 aus. Von 2003 bis 2009 gehörte Alves dem neugegründeten Verfassungsrat (Conselho Constitucional) an und leitete den Rat in seiner Amtszeit.